# Velika Ivanča-i sorozatgyilkosság
2013. április 9-én kora reggel egy sorozatgyilkosság történt a szerbiai Velika Ivanča faluban. Tizenhárom ember meghalt, további három – köztük a gyilkos is – megsérült. A rendőrség szerint a gyilkos a 60 éves Ljubiša Bogdanović volt, aki a legtöbb áldozattal valamilyen rokoni kapcsolat kötötte össze. A délszláv háború óta ez volt az ország területén a legvéresebb merénylet.

## A támadás
Nagyjából hajnali 5 óra környékén, egy ember megölte a 83 éves Dobrila Bogdanovićot és a 42 éves Branko Bogdanovićot. A feltételezések szerint a két áldozat a merénylő édesanyja, illetve fia volt. Ezen kívül otthonában fejbe lőtt egy nőt, aki a jelentések szerint a saját felesége. Ezután a gyilkos bement négy környékbeli házba, ahol öt embert – négy nőt és egy kétéves gyermeket – álmában fejbe lőtt. A gyilkosságokhoz állítólag CZ–88 9mm-es pisztolyt használt. A lövöldözésnek akkor lett vége, mikor a lövöldöző felesége kérésére a rendőrség kiért a helyszínre. A gyanúsítottat a házuk mögött találták meg. Öngyilkosságot kísérelt meg elkövetni, de a fejre leadott lövés csupán súlyos sebesülést eredményezett. A merényletek elkövetésével a hatóságok a 60 éves Ljubiša Bogdanovićot gyanúsítják.
Tizenkét áldozat a helyszínen, egy pedig a Belgrádi Kórházban halt bele sebesüléseibe. Egy további áldozat, a feltételezések szerint az elkövető felesége, kritikus állapotban volt.

### Áldozatok
- Branko Bogdanović, 42 éves, Ljubiša Bogdanović fia[14]
- Dobrila Bogdanović, 83 éves, Ljubiša Bogdanović édesanyja[14]
- Mikailo Despotović, 61 éves[15]
- Milena Despotović, 61 éves, Mikailo Despotović felesége[15]
- Goran Despotović, 23 éves, Mikailo Milena Despotović unokája[16]
- Jovana Despotović, 21 éves, Goran Despotović felesége[15]
- David Despotović, 2 éves, Goran és Jovana Despotović fia[17]
- Ljubina Jelasić, 64 éves[18]
- Miloš Jelasić, 48 éves, Ljubina Jelasić fia[14]
- Velja Mijailović, 78 éves[14][18]
- Olga Mijailović, 79 éves, Velja Mijailović felesége[14]
- Danica Stekić, 78 éves[14]
- Dragana Stekić, 50 éves, Danica Stekić lánya[14]

## Elkövető
A rendőrök szerint az elkövető az 1953-ban született, 60 éves Ljubiša Bogdanović volt, a horvátországi háborúban is harcoló szerb veterán katona. 1981 óta rendelkezett fegyverviselési engedéllyel. Bogdanović és a meggyilkolt fia 2012-ig egy szlovéniai vállalatnál dolgozott. Ekkor mindkettőjüket elbocsátották. Néhány helyi szerint Bogdanović csendes ember volt.

## Reakciók
A lövöldözés hatására a szerb kormány rendkívüli ülést tartott. A kormány április 10-ét gyásznappá nyilvánította.